# Literatura còrnica
La literatura còrnica és la literatura escrita en còrnic, una llengua cèltica parlada a Cornualla i antigament també a part de Devon. La producció literària còrnica es pot subdividir d'acord amb els períodes històrics: còrnic antic, còrnic mitjà, còrnic tardà, i literatura neocòrnica. El cos literari més representatiu prové de l'edat medieval, on es desenvoluparen els característics misteris, peces teatrals de temàtica religiosa destinades a ser interpretades en públic.

## Primers testimonis i esplendor literari

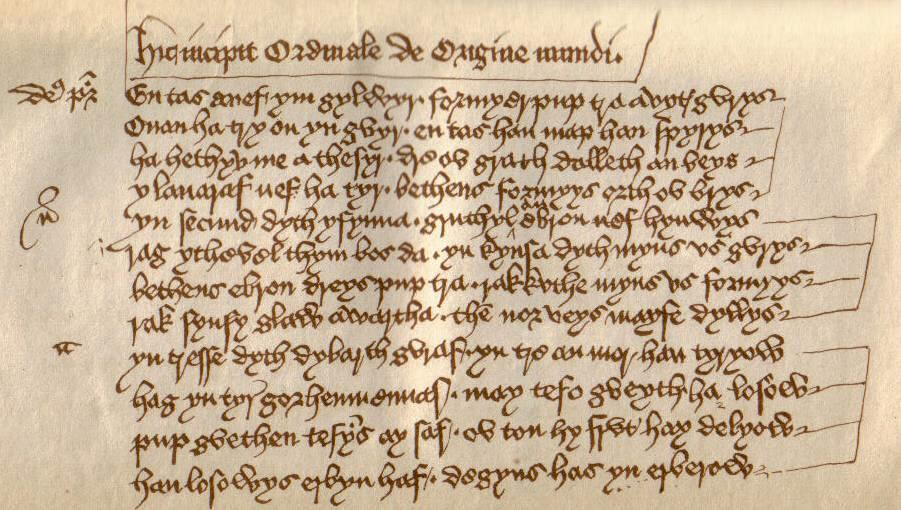
Fragment de lOrigo Mundi, la primera peça de l'Ordinalia, escrita per un monjo desconegut en el s. XIV

Els orígens del còrnic com a llengua independent de l'antic gal·lès es troben a finals del segle VII. Les traces del còrnic més antic s'observen als topònims de l'est de Cornualla. Del període anomenat còrnic antic, comprès entre els anys 800 i 1250, hom no conserva cap obra pròpiament literària. Les mostres disponibles són per un cantó, un diccionari, i per un altre, glosses, això és, anotacions esparses realitzades a diversos manuscrits. De manera semblant, cal destacar també dos volums d'alt interès lingüístic perquè inclouen noms propis nadius de Cornualla.
El diccionari Vocabularium Cornicum, datat de 1100, és el text cabdal d'aquest període. Forma part del volum Vocabulari Cottonià, pertanyent a la biblioteca fundada per Sir Robert Cotton al segle xvii. Edward Lhuyd demostrà que es tractava d'un recull de termes en còrnic antic, i no pas en gal·lès com es creia inicialment. El text es basa en el glossari llatí-anglosaxó d'Ælfric d'Eynsham, i conté la traducció de 961 termes (7 planes). Segueix vagament l'ordre cronològic del Gènesi bíblic, i proporciona de manera detallada noms de parts del cos, d'animals, de plantes, de termes litúrgics i eclesiàstics, i inclou algun adjectiu. El vocabulari és de gran valor, donat que revela endemés el mètode emprat aleshores per a crear nous termes. Per exemple, l'equivalent còrnic per a la paraula 'Viking' és «ancredwur mor», literalment «no-creient del mar».
| Llatí            | Còrnic        | Català         |
| ---------------- | ------------- | -------------- |
| Deus omnipotents | Duy chefuidoc | Déu totpoderós |
| Celum            | nef           | cel            |
| Angelus          | ail           | àngel          |
| Archangelus      | archail       | arcàngel       |
| -                | ancredwur mor | viking         |

El text en llatí Smaragdus' Commentary on Donatus conté les glosses més antigues conegudes, de finals del segle ix. Originalment es pensà que les 19 anotacions eren una mostra de bretó antic, però el 1907 el professor J. Loth demostrà que en realitat es tractava de còrnic. L'obra De Consolatione Philosophiae, de Boethius', conté la glossa «ud rocashaas» que en català tradueix com «(la ment) odia els llocs llòbrecs». Tres glosses més es troben en el volum Book Of Tobi, in Oxoniensis Posterior, del segle x, una d'elles essent el mot «depena», «escapçar» en català. El poema Prophetia Merlini, compost en hexàmetres llatins per John of Cornwall pels volts de 1144, es troba farcit de glosses. A l'obra s'apel·la als fidels del rey Artús a fer front a les incursions anglosaxones, i s'inclouen referències a Periron (una antiga denominació de l'actual Tintagel) i Brentigia (antiga denominació de Bodmin Moor). El mateix autor afirma que l'obra es basa en una obra anterior escrita completament en còrnic, avui dia desapareguda.
Les anomenades Manumissions de Bodmin constitueixen un recull de glosses de gran interès, ja que proporcionen noms propis i detalls d'esclaus alliberats a Sant Petroc, a Padstow, entre els segles IX i XI. Del total de 122 d'esclaus esmentats, 98 tenien un nom nadiu còrnic. Alguns exemples en són: Tancwoystel «hostatge-pau», Arganteilin «celles platejades», o Wurci «home-gos». De manera similar, el Domesday Book de 1086, un registre de les possessions de la corona anglesa, aplega noms propis de Cornualla.

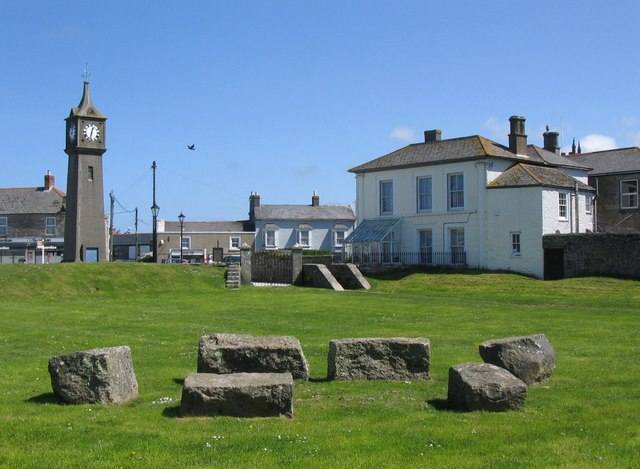
Plen an Gwarry a St. Just, Penwith

El còrnic comprès entre 1250 i 1550 rep el nom de còrnic mitjà o medieval. És el període de major producció literària, i la temàtica tractada és eminentment religiosa. Hom considera l'obra Passhyon agan Arloedh (en català: Passió de Nostre Senyor) el primer text còrnic original, escrit pels volts de 1375. És un poema de 2074 ratlles, típic de la literatura sacra medieval. S'estructura en 259 estances, majoritàriament de 8 ratlles heptasil·làbiques de rima abababab.
El corpus medieval el conformen fonamentalment els misteris, peces teatrals destinades a ser interpretades en públic. El principal centre productor n'era l'església col·legiata de Glasney, a Penryn, fundada el 1265. La misteri més antic conservat és un fragment de 41 ratlles, datat de 1400, manuscrit al revers d'un text legal - una carta de concessió de drets. El text és un drama en vers que tracta el tema del matrimoni, i en ell s'ofereixen consells a una futura esposa.
An Ordinale Kernewek o Ordinalia és un misteri de finals del segle xiv i és l'obra medieval de més importància i extensió. És un text pensat per a ser recitat a l'aire lliure en un lapse de tres dies, possiblement en un plen-an-gwary o lloc d'interpretació, un escenari com el de la Passió d'Olesa de Montserrat. Consta de tres llibres:
- Dallethvos an Bys o Origo Mundi, de 2.486 ratlles. Presenta episodis de l'Antic Testament (de la Creació fins a Salomó), i serveix de pròleg als altres dos volums
- Passhyon Krist o Passio Domini, de 3.242 ratlles. Relata la vida, persecució i mort de Crist
- Dasserghyans Agan Arloedh o Ressurrectio Domini, de 2.646 ratlles. Tracta de la resurrecció i ascens de Crist, així com la mort de Ponç Pilat

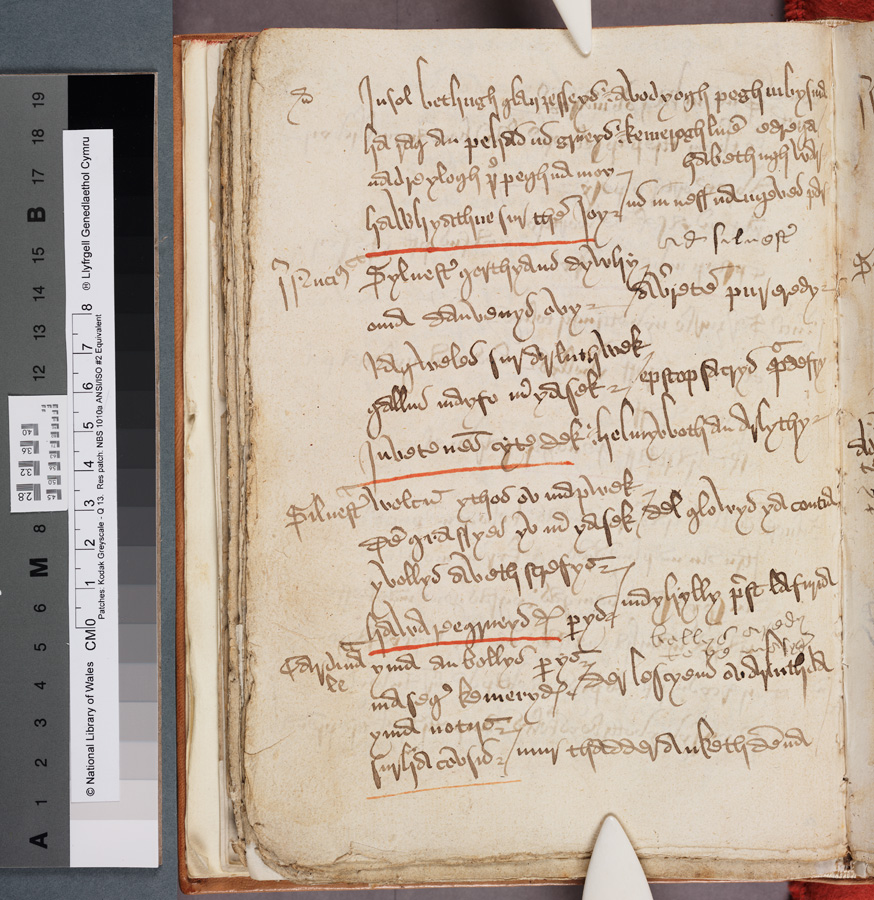
Fragment del Beunans Meriasek

Dos misteris han arribat als nostres dies sobre sants no presents a la Bíblia. El primer fou completat el 1504 pel canonge Dominus Hadton, de títol Beunans Meriasek (en català: Vida de Meriadoc). L'obra és una hagiografia del sant patró de Camborne, i consta d'unes 5000 ratlles d'extensió. Tracta de com Meriadoc és expulsat de Cornualla per un tirà pagà de la dinastia Tudor, i de com aquest és derrotat més tard pel Duc de Cornualla. Hom creu que aquesta cadena de fets emmiralla la rebel·lió esdevinguda el 1497, arran de l'arribada a Cornualla de Perkin Warbeck, pretendent a la corona anglesa. L'obra presenta elements marians importants, i aborda temes com la salvació, la naturalesa del mal, i la relació entre església i estat.
El segon misteri és l'anomenat Beunans Ke (en català: Vida de Kea). Coetani a l'anterior i similar en fons i forma, es divideix en dues parts separades per 5 fulles avui dia perdudes. La primera part tracta de la disputa entre Sant Ke i el rei pagà Teudar (una clara al·lusió a la corona Tudor), que intenten convertir-se l'un a l'altre al cristianisme i al paganisme, respectivament. Les 5 pàgines mancants no permeten conèixer-ne la conclusió. La segona part tracta del conflicte entre el rei Artús i l'emperador de Roma Lucius Hiberius, així com de l'adulteri de la reina Guinevere amb Mordred i la batalla d'Artús amb l'anterior.
El 1497 es produí la primera d'una sèrie de revoltes populars, d'efectes devastadors per al desenvolupament i la transmissió de la llengua celta local. En aquesta ocasió la població, liderada pel ferrer Michael Joseph 'An Gof' i Thomas Flamank, s'alçà contra el rey Enric VII d'Anglaterra, com a protesta contra les taxes imposades a Cornualla per tal de finançar la guerra contra Escòcia. El fracàs de la revolta suposà la mort d'unes 2000 persones, i l'esclavatge de milers dels 13.000 rebels supervivents, principalment homes, unes xifres remarcables si es contraposen al cens de l'època, que era llavors d'uns 50.000 habitants.

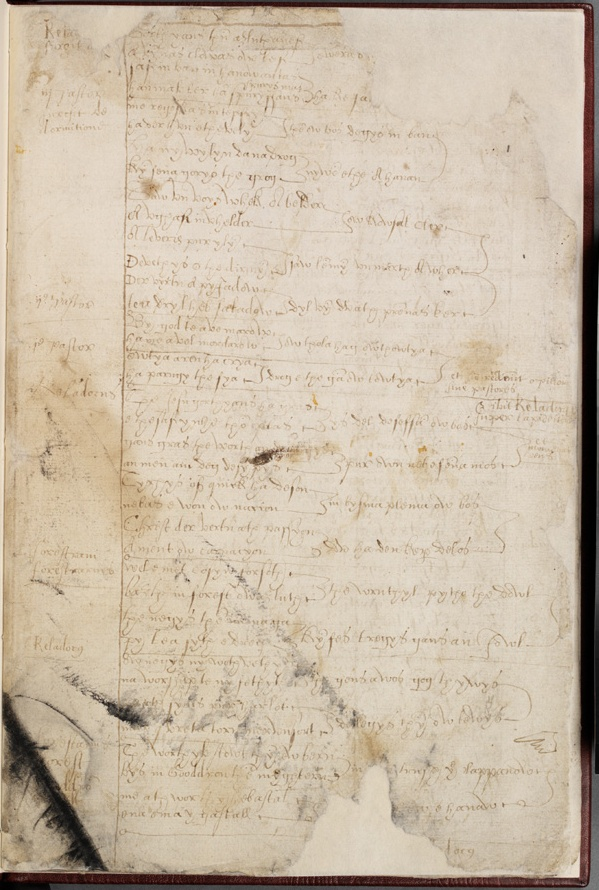
Fragment del Bewnans Ke

Documents datats de 1538 i 1540 mostren una política oficial destinada a erradicar el còrnic, de manera similar a com succeïa amb el gal·lès. L'anglès es convertí en la llengua de la corona anglesa i esdevingué per tant la llengua de prestigi. A partir de 1530 la política de Londres fou la de bandejar l'Església Catòlica, per tal d'afeblir el poder del Papa a Anglaterra. En aquest sentit, el parlament aprovà el 1549 la 'Act of Uniformity', que retirava el llatí dels oficis religiosos i reforçava l'ús de les llengües populars. Això comportà el decret de traducció del llibre de pregaria a l'irlandès, al gaèlic escocès i al manx, però no al còrnic, probablement com a càstig a la població còrnica pel fort sentiment demostrat contra la dinastia Tudor. La reacció popular fou de rebuig frontal, tal com palesa la cèlebre declaració:
anglès: «…and so we the Cornyshemen, whereof certain of us understande no Englyshe, utterly refuse thys new service»

català: «...i així doncs nosaltres el poble còrnic, del qual alguns de nosaltres no entenem l'anglès, rebutgem completament aquest nou ofici»
El malestar ocasionat desembocà en la revolta coneguda com a Prayer Book Rebellion, que fou brutalment reprimida per l'exèrcit d'Eduard VI i causà milers de morts. L'esdevenidor del còrnic es veié durament afectat, ja que es clausurà la Col·legiata de Glasney, i es perdé per tant l'últim àmbit de prestigi què posseïa la llengua, el religiós. La Reforma Protestant entroncà amb la política de Londres, amb efectes nefastos. Per una banda es deixà de promoure la creació i la representació d'obres religioses còrniques, formant així un buit literari que no es refeu. D'altra banda es desferen els vincles entre el poble còrnic i el poble bretó, a França. Aquest fet s'explica perquè el poder de Londres considerà Bretanya com una regió catòlica francesa, i París al seu torn veié Cornualla com un comptat anglès protestant. Només entre 1555 i 1558, aprofitant el breu període de restauració catòlica de Maria I d'Anglaterra, el capellà catòlic John Tregear traduí de l'anglès les Homelyes XIII in Cornysche, tretze sermons (130 planes) del bisbe de Londres, Edmund Bonner (1500-1569). Més concretament, Tregear fou l'autor de 12 dels sermons; el tretzè, de títol Sacrament an Alter, fou afegit per un autor desconegut, basant-se en el Book of Martyrs de Foxe.
L'única obra medieval no religiosa que es conserva és el volum The Fyrst Boke of the Introduction of Knowledge (1547), del poeta anglès Andrew Boorde. La seva rellevància rau en el fet que l'autor hi elaborà una sàtira dels parlars d'Anglaterra, i recollí frases i paraules genuïnament còrniques.

## Declivi de la llengua
La denominació còrnic tardà s'aplica al període entre els anys 1575 i el segle xix. A mitjan segle xvii l'àrea d'ús de la llengua havia reculat cap a Pennwith i Kerrier. La desaparició de parlants era progressiva i la transmissió cap a les noves generacions havia cessat. Malgrat tot, encara era força parlada en l'àmbit familiar i en les comunitats pesqueres a l'oest de Cornualla. Prova d'això n’és el misteri Gwreans an bys (en català: Creació del món) compost per William Jordan el 1611. És l'últim misteri conegut, i representa un intent de modernitzar i allargar la tradició de l’Origo Mundi. Consta de 2549 ratlles, i hom creu que l'autor pretenia continuar-la fins a conformar una trilogia. El sentiment cultural diferenciat de la regió respecte d'Anglaterra es mantingué viu, tal com palesa el text anglès Survey of Cornwall, compost el 1602 pel xèrif i diputat Richard Carew (1555-1620), que exaltava la identitat pròpia.
Els principals productors de literatura còrnica del segle xvii i XVIII foren els membres de la família Boson, anomenats «l'escola de Newlyn», per ser d'aquesta localitat: Nicholas Boson (1624–1708), el seu fill John Boson (1655-1730) i el seu cosí Thomas Boson (1635-1719). Nicholas compongué tres texts significatius: Nebbaz gerriau dro tho Carnoack (en català: Unes paraules sobre el còrnic) entre 1675 i 1708; Jowan Chy-an-Horth, py, An try foynt a skyans (en català: John de Chyannor, o els tres punts de saviesa), escrit el 1660 i publicat el 1707 per Edward Lhuyd; i The Dutchess of Cornwall's Progress, escrit parcialment en anglès, i conegut només fragmentàriament. Dels tres texts esmentats, els dos primers constitueixen l'única mostra de prosa supervivent del segle xvii. Nicholas Boson llegà testimoni del nivell de desprestigi que patia la llengua; segons Nicholas, la seva mare prohibí als servents domèstics de parlar-li en còrnic, a fi que no pogués aprendre'l. Dos exemples curiosos de l'obra de Boson fill són un poema que descriu el procés de curació de les sardines, i un altre poema on s'alerta als homes emigrants de Cornualla sobre els perills de caràcter sexual que els espera a Londres. L'obra de la família Boson es troba recollida al volum The Cornish writings of the Boson family (1975), d'Oliver J. Padel.
Wiliam Rowe (alternativament Wella Kerew) (1660-?), un granger de Sancreed, traduí els texts de la Bíblia que considerà de més importància, així com els Deu Manaments: Gènesi Capítol 1, 1-24, Mateu Capítol 2, 1-20, i Mateu Capítol 4. Rowe escrigué també un vocabulari còrnic d'unes 350 planes, actualment perdut.

Aquest període fou ric en obres d'investigació i compilació, elaborades amb una intenció clara de preservar un fet que es percebia en vies de desaparició. William Scawen (1600-1689) fou un dels primers en remarcar el perill d'extinció que patia la llengua, i n'adduí un total de setze raons, com: la poca producció literària, la desaparició dels serveis religiosos en còrnic, la pèrdua dels vincles amb el poble bretó, la fi de les representacions tradicionals dels miracles, la indiferència de la població envers la llengua, i la proximitat de la regió anglòfona de Devon. La seva gran obra fou el manuscrit Antiquities cornubrittanic, que edità i amplià fins a la seva mort el 1689. El text final restà sense publicar, i l'esborrany es troba actualment restaurat a la Cornwall Records Office. A partir de 1680, Scawen encoratjà els seus contemporanis a escriure en còrnic. D'entre aquests destaquen especialment Thomas Tonkin i William Gwavas, que recopilaren paraules, dites i manuscrits. 

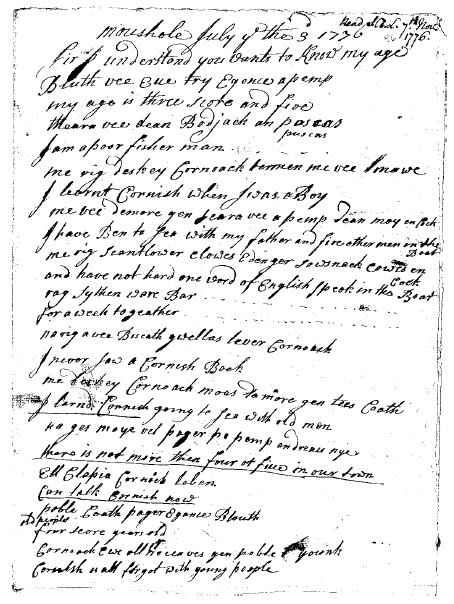
Carta de William Bodinar

Una altra personalitat destacada fou l'antiquari Edward Lhuyd (1660-1709). Després d'una estada de 4 mesos a Cornualla, publicà el 1707 el volum cabdal Archaeologica Britannica, on endemés de documentar antiguitats, hi recollí aspectes de la gramàtica de la llengua. En particular, Lhuyd fou el primer en utilitzar diacrítics fonètics per a descriure els sons còrnics. Al seu torn, el seu deixeble William Borlase (1696-1772), també antiquari i amic de John Pope, compogué els volums Antiquities of Cornwall (1753) i Natural History of Cornwall (1758), on confegí un vocabulari d'una cinquantena de planes. William Pryce (1735-1790) publicà el volum Archæologia Cornu-Britannica (1790), on incloïa 64 pàgines de vocabulari còrnic i una gramàtica. També recollia nombrosos testimonis de poesia i prosa.

Un dels últims escrits originals de què es disposa consisteix en una carta, escrita pel pescador William Bodinar a l'antiquari Daines Barrington el 1776 : 
Carta de Bodinar: «Bloodh vy ew trei ugens ha pymp. Thero’vy den bohojek an puskes. My rug dyski Kernowek y’n termyn my veu maw. My veu dhe mor gen sira vy ha pymp den moy y’n kok. My rug skant lowr klowes udn ger Sowsnek kowsys y’n kok rag seythen warbar’. Na rug evy byskath gweles lyver Kernowek. My [rug] dyski Kernowek o’ mos dhe mor gen tus koth. Nag eus moy ’vel pajar po pymp y’n drev nei ’ell klappya Kernowek lebmyn, pobel koth pajar ugens bloodh. Kernowek ew oll nakevys gen pobel younk.»
Traducció al català: «Tinc seixanta-cinc anys. Sóc un pescador pobre. Vaig aprendre el còrnic quan era un vailet. Era a la mar amb mon pare i cinc homes més en un bot de pesca. Amb prou feines vaig escoltar al bot un mot d'anglès a la setmana. Mai no he vist un llibre en còrnic. Vaig aprendre el còrnic sortint a la mar amb els vells companys. No n'hi ha més de quatre o cinc al nostre poble que poden parlar còrnic ara, gent vella de vuitanta anys. El còrnic ha estat completament oblidat pels joves.»

## Renaixement literari

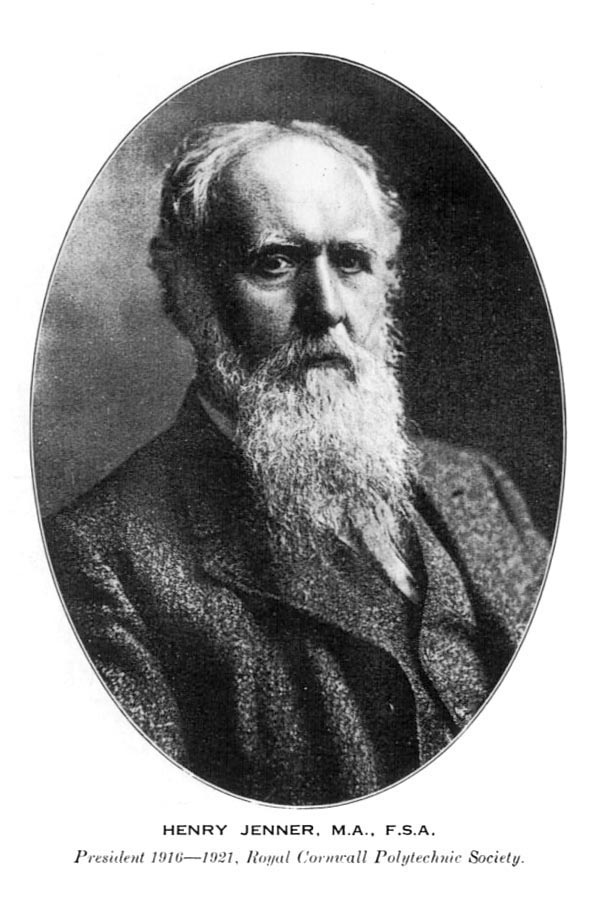
Henry Jenner

A principis del segle xix la llengua còrnica desaparegué de la vida pública i virtualment morí. No obstant, hom no descarta que de manera aïllada sobrevisqués a nivell domèstic. Els primers passos vers la recuperació lingüística es donaren el 1859, amb la publicació del llibre The ancient cornish drama d'Edwin Norris (1795-1872), conegut filòleg i autor de gramàtiques d'idiomes africans com el ful o el kanuri. En aquesta obra Norris hi edità i traduí a l'anglès els tres misteris del cicle Ordinalia, i hi inclogué un esbós de la gramàtica còrnica i el Vocabularium Cornicum. A partir de 1864 s'editaria la revista Journal of the Royal Institution of Cornwall, que patrocinà obres historiogràfiques com el Lexicon cornu-britannicum (1865) de Robert Williams, considerat el primer diccionari còrnic exhaustiu. L'escrit 
Cornish Proverbs and Rhymes (1866), de William Borlase, feu també aparició en les pàgines del Journal. Whitley Stokes amplià el glossari de Robert Williams amb 2000 termes nous, extrets de troballes recents, sota el títol A Cornish Glossary.
La veritable renaixeça s'inicià el 1873, a partir d'una lectura de Henry Jenner (1848-1934) per a la Philological Society of London. Jenner fou un filòleg influït per l'arqueologia, i es proposà ressuscitar el còrnic com si es tractés d'una excavació arqueològica. No fou fins al 1901 que intentà dur a terme aquesta comesa, amb la fundació de l'associació Cowethas Kelto-Kernuak (en català: Societat Cèltico-Còrnica). Els promotors foren el propi Henry Jenner, Arthur Saxon Dennet Smith «Caradar» (1883-1950) i Robert Morton Nance (1873-1959).
D'aquesta època són dues mostres anecdòtiques de còrnic original: dos poemes en còrnic composts pel políglot alemany Georg Sauerwein el 1865, i la cançó genuïna «Cranken Rhyme», proporcionada pel pagès John Davey de Boswednack el 1892.
Henry Jenner oferí el 1903 el primer parlament oficial en còrnic. El 1904 compongué el volum cabdal A handbook of the Cornish language, considerat el tret de sortida de la recuperació lingüística. En aquesta obra feu apologia explícita de la llengua, adduint que calia recuperar-la perquè era la llengua pròpia de Cornualla, i la dotà de tot un ritual cèltico-druïdic. El mateix any participà en el congrés de la Union Regionaliste Bretonne com a representant de la Cowethas Kelto-Kernuak, i Cornualla fou admesa al Congrés Intercèltic.

## Neodruïdismei reviscolament
Un cop finalitzada la gran guerra europea, el moviment de reviscolament prengué una nova embranzida. El 1920 L.C.R. Duncombe-Jewell, Henry Jenner i Robert Morton Nance fundaren a St. Ives l'associació Cowethas Kernow Goth (en català: Societat de la Vella Cornualla). Aquesta fou secundada per noves branques locals, que acordaren federar-se el 1924 donant lloc al Kesva an Bardd Kernewek (en català: Consell dels Bards de Cornualla). Aquest actuà com a agent recuperador de la llengua, i entre d'altres activitats publicà una revista. El 1929 es convocaren els primers Gorsedh, competicions culturals equivalents a les gal·leses i bretones homònimes. El 1930 es formà la societat Tyr ha Tavas (en català: Pàtria i llengua), que començà a apuntar les primeres reivindicacions polítiques, principalment al voltant de l'ús de la llengua en els mitjans de comunicació. Entre les seves activitats destaquen l'elaboració de manuals i diccionaris, així com la publicació pionera de la primera revista literària en còrnic, Kernow', des de 1934 fins al 1936. El 1933 es restabliren els serveis religiosos en còrnic a Towednack, els primers en 250 anys, fita que esperonà la traducció de textos sagrats i litúrgics.
Els líders de la renaixença foren al mateix temps els primers autors de literatura neocòrnica, així com de texts instructius. En el pla literari, Caradar compongué l'antologia de texts Nebez wethlow ber (1946) (en català: Unes quantes histories curtes), Wethlow an seyth den fur a Rom (1948) (en català: Set Savis de Roma), i un dels texts més importants de la literatura neocòrnica, el drama Trystan hag Ysolt (1951) (en català: Tristany i Isolda), traducció de l'obra homònima de Joseph Bédier. També completà la primera traducció íntegra d'un llibre de la Bíblia, l'evangeli de Sant Marc, publicat el 1960, i parts del Mabinogion gal·lès. Robert Morton Nance al seu torn escrigué, entre d'altres, el drama An Balores (1933) (en català: La cornella), basat en la llegenda que relaciona l'esperit del rei Artur amb les cornelles, i Lyver an pymp marthus seleven (1939) (en català: Llibre dels cinc miracles de Seleven, Sant Levan o Salomó). En el pla didàctic, el 1934 A.S.D Smith i Robert Morton Nance publicaren a quatre mans la gramàtica Garlyver nowath Kernewek ha Sewsnek (en català: Diccionari còrnic-anglès), i de manera individual A.S.D Smith publicà el 1939 la gramàtica Cornish simplified, i Morton Nance Cornish for all el 1949, on proposà la norma Kernewek Unys. El 1967 es fundà la societat Kesva an Taves Kernewek, que assumí el rol de centre promotor de la llengua.
Durant el transcurs del segle XX s'amplià el ventall d'autors i obres. Peggy Pollard escrigué Beunans Alysaryn (1941), un misteri agnòstic de caràcter satíric, hereu de la tradició dels antics misteris. E.R.G. Hooper compilà un recull de poesia i prosa de tots els períodes a Kemysk Kernewek (1964). John Page compongué Whetlow noweth ha coth (1977) (en català: Contes nous i vells), Melville Bennetto Whetlow Kernewek (1983) (en català: Contes Còrnics) i An Gurun Wosek a Geltia (1984) (en català: La corona sagnant dels països celtes), que fou la primera novel·la còrnica pròpiament dita mai escrita. G. M. Sandercock publicà When an Wedhowes (1983). Ken George, inspirat pel poema clàssic Pasco agan Arluth, compongué Devedhyans Sen Pawl yn Bro Leon (1983) (en català: L'arribada de St. Pau a Leon). El poema, estructurat en 38 estances de 8 ratlles, tracta de Sant Pau Aureli, que recorregué Gal·les, Cornualla i Bretanya. També és autor de Flogholeth Krist (2006) (en català: Juventud de Crist), una obra que complementa l'antic cicle Ordinalia. L'estil de l'Ordinalia també fou imitat a Trelyans Sen Pawl (1961) (en català: Conversió de Sant Pau), del celtista N.J.A. Williams. L'historiador Brian Webb compongué An anwan ha’n gurun (1981) (en català: La maldat i la corona) sobre la revolta de 1497, i Kemysk Sen Perran (1982) (en català: Miscel·lània de Sant Piran). Michael Palmer és autor de novel·les com Jory (1989), ambientada a Saltash durant la segona guerra mundial, Dyroans (1998), sobre les vivències d'un miner còrnic emigrat a Australia en el segle xix, o Rebellyans (2001), ambientada en un món que ha patit els efectes del canvi climàtic i les catàstrofes nuclears. Edward Chirgwin (1892-1960) fou un poeta de certa volada, que destacà per diversificar el ventall de temes tractats en còrnic reviscolat. El poeta Tim Saunders renovà l'accessibilitat al corpus literari en vers gràcies al recull The Wheel (1999), que conté poemes escrits entre els anys 1850 i 1980 per una quarantena d'autors. Posteriorment publicà el recull Nothing is broken: Recent Poetry in Cornish (2006), que inclou 80 poemes de 28 autors més recents. Així mateix, és autor del recull The High Tide, collected poems 1974-1999 (1999). Un altre poeta destacat actual és Tony Snell, i la seva producció poètica es troba aplegada a Pan dheuth an Glaw / When the Rain Came: Selected poems 1980 - 2005.
Una part important de la producció neocòrnica està dedicada a les traduccions. Avui dia és possible adquirir traduccions de clàssics de la literatura, com Alícia al país de les meravelles, L'illa del tresor, La volta al món en 80 dies, La guerra dels mons, El gos dels Baskerville, Dràcula, Orgull i prejudici o El Hobbit. Així mateix, la famosa sèrie de còmic belga Tintín disposa ja de traduccions al còrnic. La plena normalitat en l'àmbit dels texts sagrats cristians s'abordà el 1997, amb el projecte de traducció de la Bíblia auspiciat pel Cornish Language Board i el Bisbe de Truro, l'anomenat «The Cornish Bible Project». L'any 2004 completaren i publicaren el Nou Testament (en còrnic: An Testament Nowydh), segons l'ortografia Kernewek Kemmyn, i posteriorment completaren la traducció de l'Antic Testament. Alternativament, Nicholas Williams publicà l'any 2002 una traducció propia del Nou Testament (en còrnic: Testament Noweth), i el 2011 completà la traducció íntegra de la Bíblia (en còrnic: An Beybel Sans), ambdós texts segons l'ortografia Kernowek Unys Amendys.
El renaixement còrnic produí també revistes i periòdics. A banda de l'històric Kernow, es publicà Hedhyu (en català: Avui), actiu entre 1951-61, An Lef, actiu de 1952-4 (en català: La veu), An Lef Kernewek, continuació de l'anterior i actiu de 1954 a 1983 (en català: La veu de Cornualla), i Eythen, publicació satírica activa de 1976-9. Actualment hom disposa de tres revistes actives en llengua còrnica: An Gannas (en català: El missatger), activa des de 1976, publicada mensualment per Kowethas an Yeth Kernewek; An Gowsva, publicada quatrimestralment per Agan Tavas; i An Garrak (en català: La roca), publicació independent orientada a l'aprenentatge del còrnic.